# Runnemede
Runnemede és una població dels Estats Units a l'estat de Nova Jersey. Segons el cens del 2006 tenia 8.461 habitants.

## Demografia
Segons el cens del 2000, Runnemede tenia 8.533 habitants, 3.376 habitatges, i 2.275 famílies. La densitat de població era de 1.576,4 habitants/km².
Dels 3.376 habitatges en un 30,3% hi vivien nens de menys de 18 anys, en un 47,6% hi vivien parelles casades, en un 14,2% dones solteres, i en un 32,6% no eren unitats familiars. En el 27,8% dels habitatges hi vivien persones soles l'11,8% de les quals corresponia a persones de 65 anys o més que vivien soles. El nombre mitjà de persones vivint en cada habitatge era de 2,52 i el nombre mitjà de persones que vivien en cada família era de 3,08.
Per edats la població es repartia de la següent manera: un 23,2% tenia menys de 18 anys, un 8,5% entre 18 i 24, un 30,5% entre 25 i 44, un 22,2% de 45 a 60 i un 15,6% 65 anys o més.
L'edat mediana era de 38 anys. Per cada 100 dones de 18 o més anys hi havia 88,3 homes.
La renda mediana per habitatge era de 41.126 $ i la renda mediana per família de 50.127 $. Els homes tenien una renda mediana de 37.705 $ mentre que les dones 28.062 $. La renda per capita de la població era de 19.143 $. Aproximadament el 3,1% de les famílies i el 5,6% de la població estaven per davall del llindar de pobresa.

## Poblacions més properes
El següent diagrama mostra les poblacions més properes.